# Stuart (Florida)
Stuart es una ciudad ubicada en el condado de Martín en el estado estadounidense de Florida. En el Censo de 2010 tenía una población de 15.593 habitantes y una densidad poblacional de 668,94 personas por km².

## Geografía
Stuart se encuentra ubicada en las coordenadas 27°11′46″N 80°14′35″O / 27.19611, -80.24306. Según la Oficina del Censo de los Estados Unidos, Stuart tiene una superficie total de 23.31 km², de la cual 17.23 km² corresponden a tierra firme y (26.1 %) 6.08 km² es agua.

## Demografía
Según el censo de 2010, había 15.593 personas residiendo en Stuart. La densidad de población era de 668,94 hab./km². De los 15.593 habitantes, Stuart estaba compuesto por el 79.95 % blancos, el 12.01 % eran afroamericanos, el 0.29 % eran amerindios, el 1.1 % eran asiáticos, el 0.08 % eran isleños del Pacífico, el 4.37 % eran de otras razas y el 2.21 % pertenecían a dos o más razas. Del total de la población el 12.33 % eran hispanos o latinos de cualquier raza.

## Galería

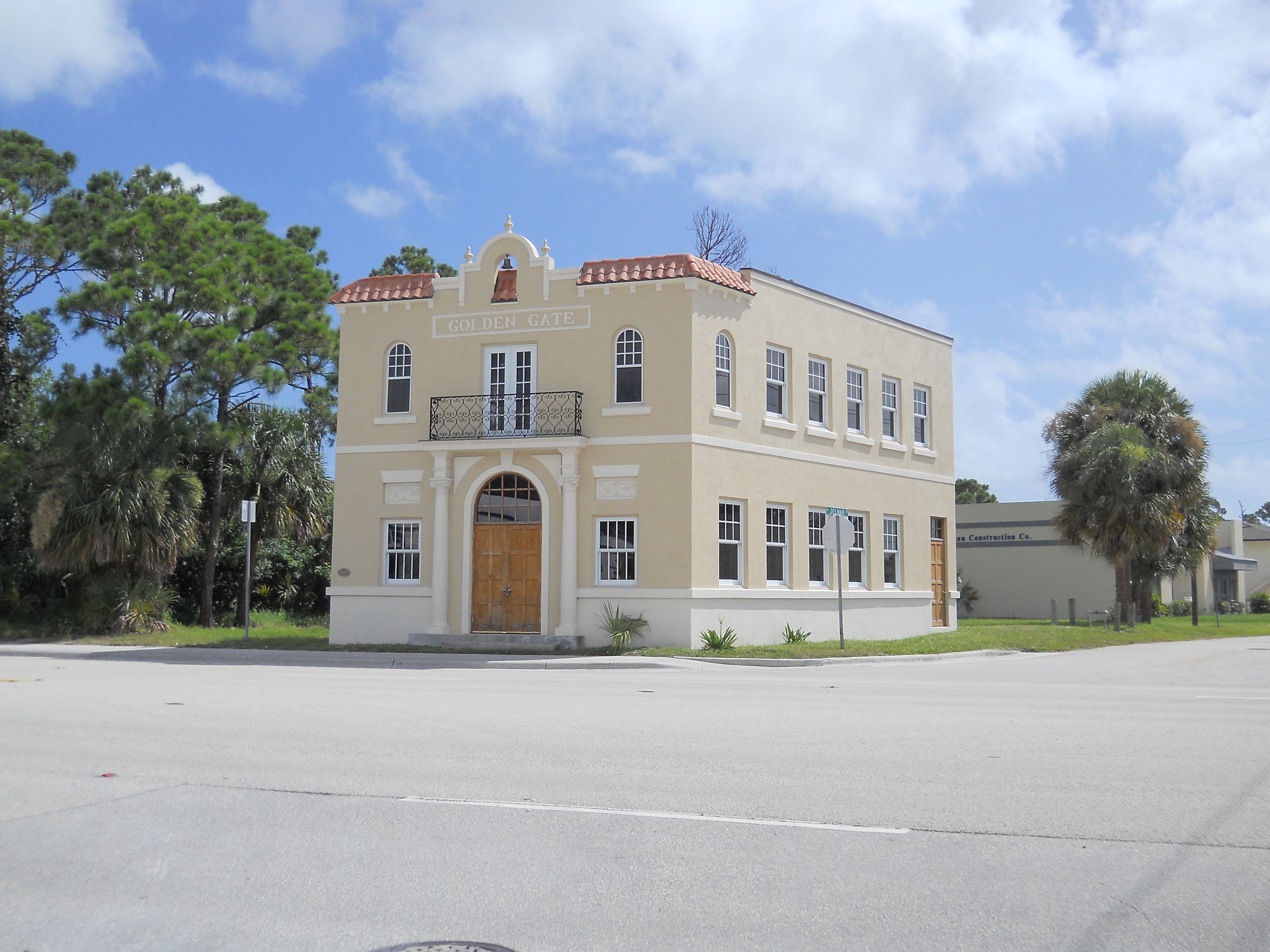
El edificio Golden Gate (Puerta Dorada)
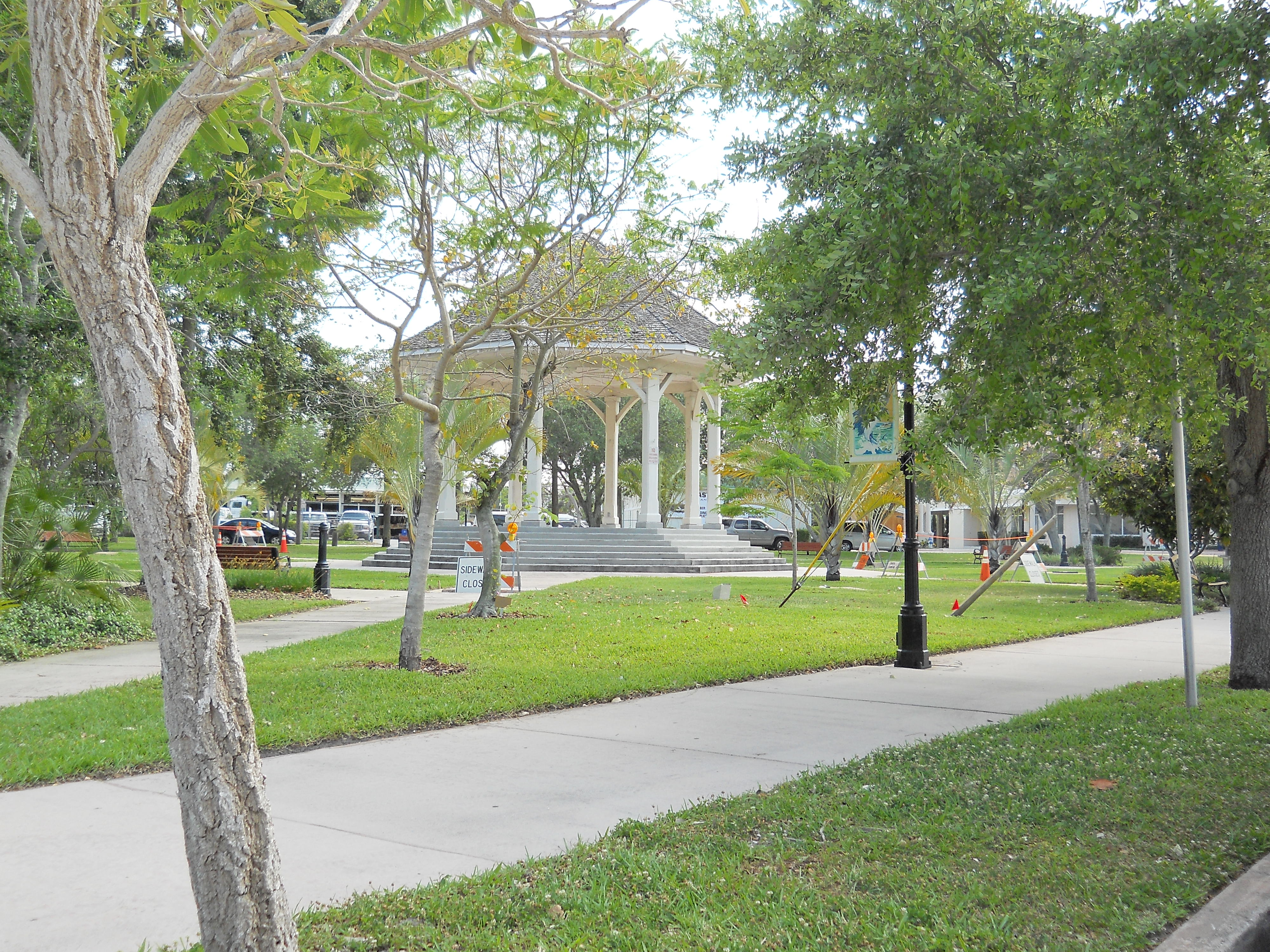
Glorieta en el complejo judicial del Condado de Martín
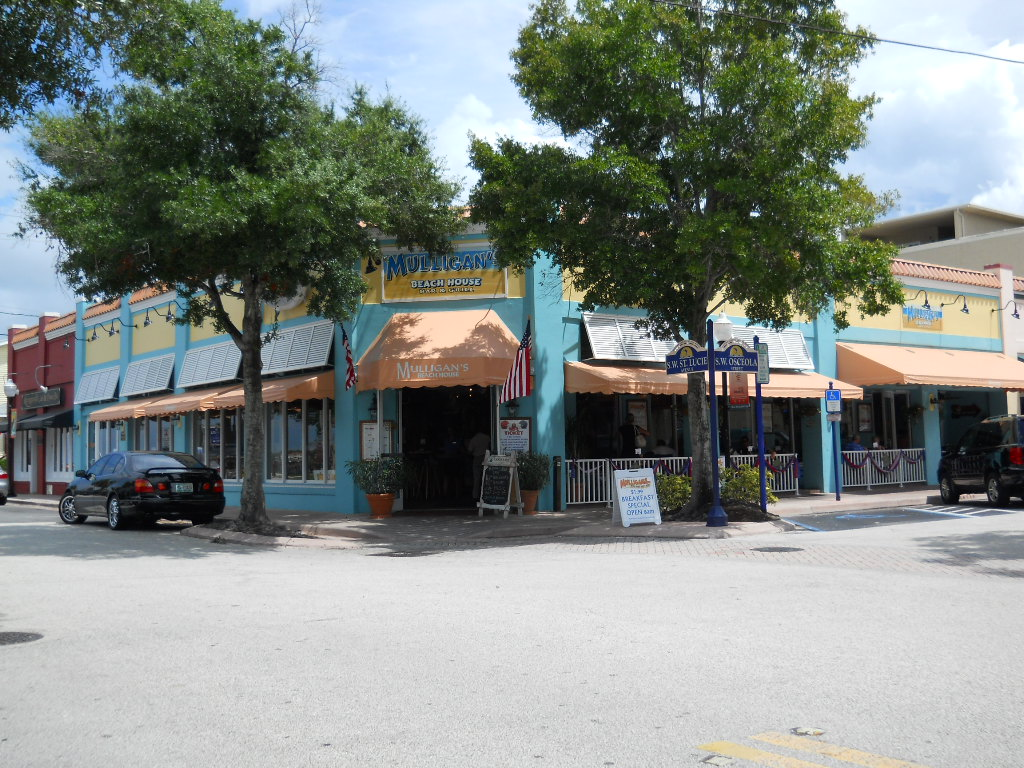
Calle en el centro de Stuart
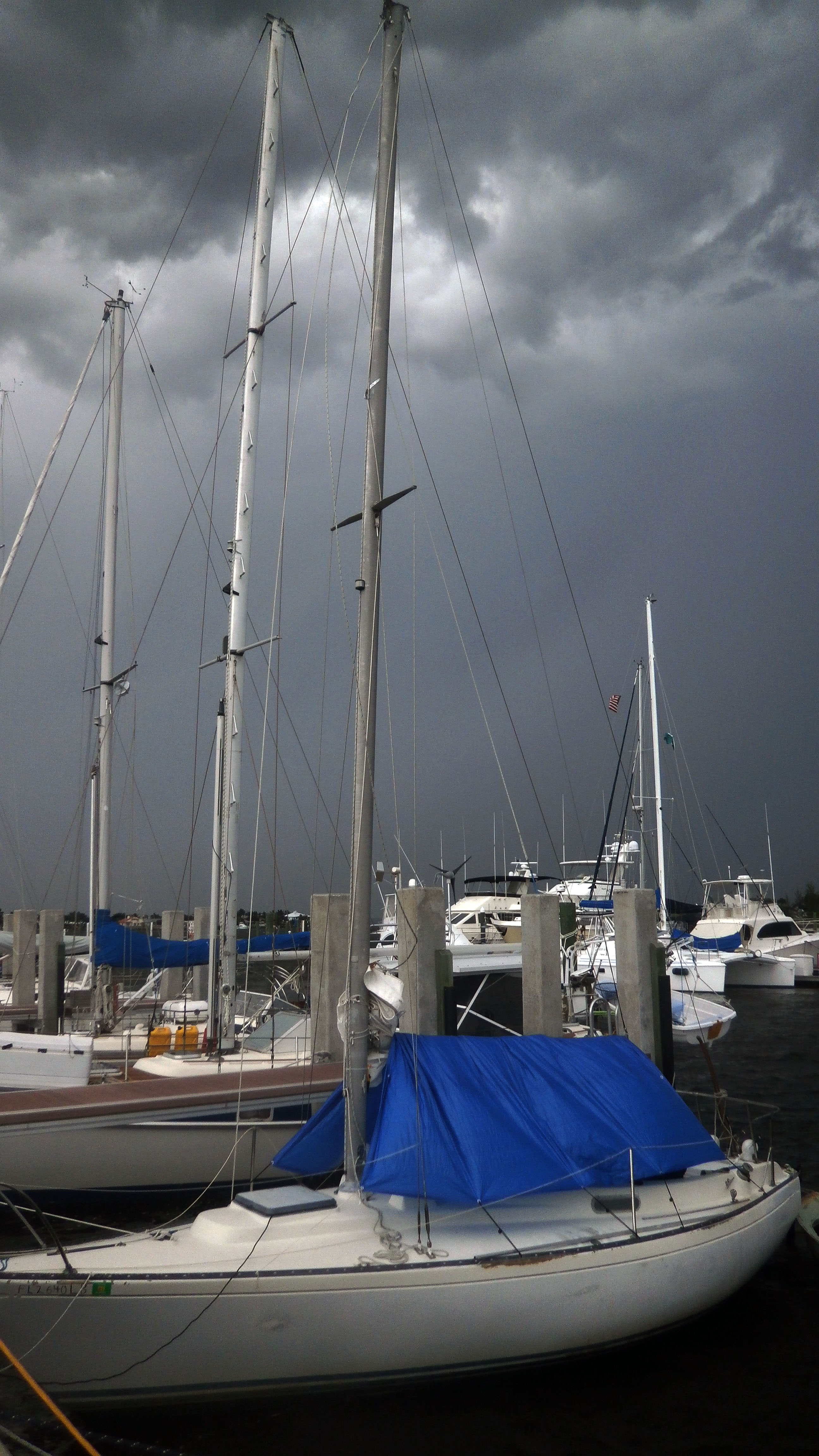
Bote en la dársena Anchorage Marina de Stuart antes de una tormenta
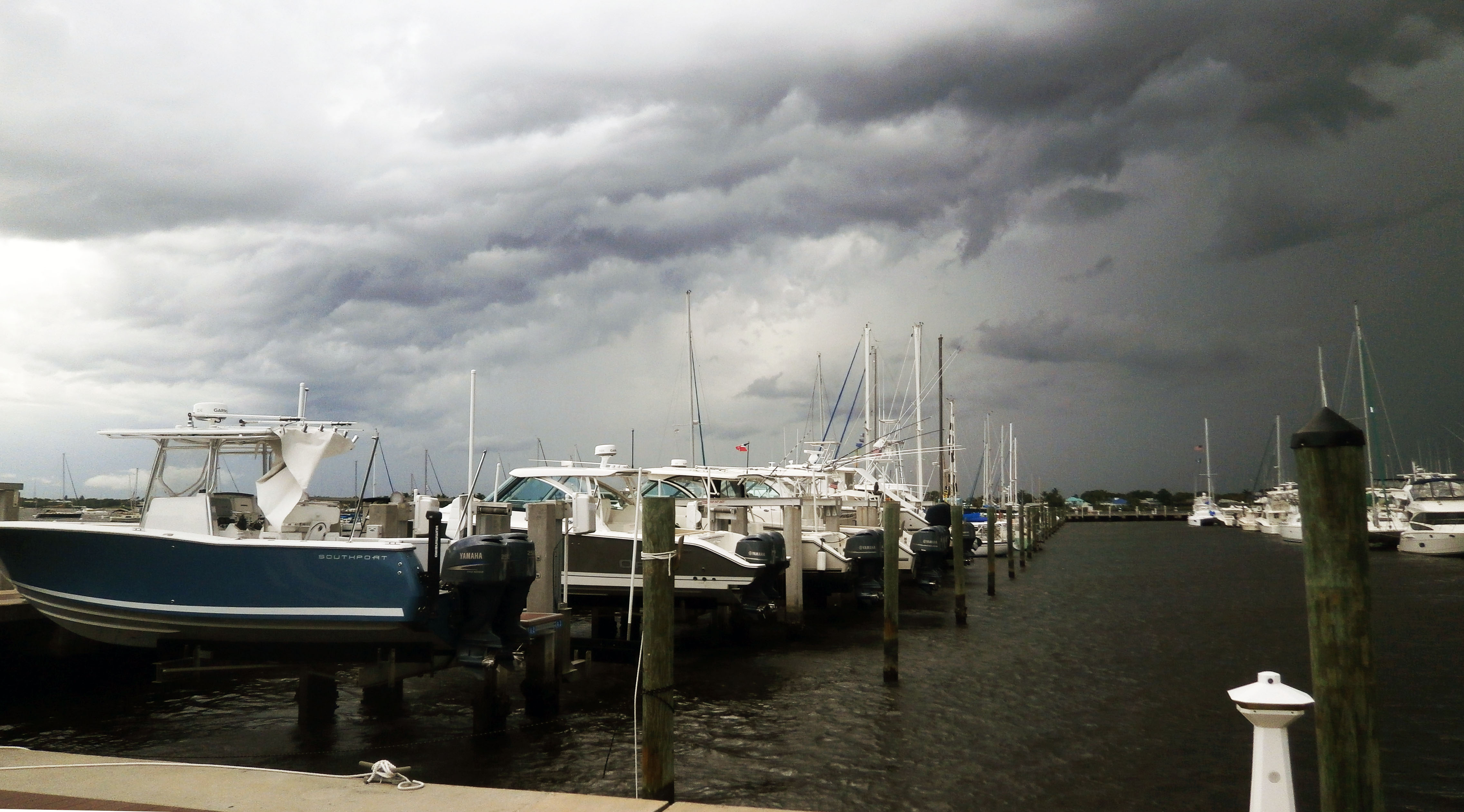
Una tormenta avecinándose a la dársena